# Сосновый Бор (Иркутский район)
Сосновый Бор — деревня в Иркутском районе Иркутской области России. Административный центр Сосновоборского муниципального образования. Находится примерно в 45 км к северу от районного центра.

## Население
| 2002  | 2010  | 2011  | 2012  | 2015  | 2016  | 2017  |
| ----- | ----- | ----- | ----- | ----- | ----- | ----- |
| 3007  | ↘1778 | ↗1790 | ↘1776 | ↘1773 | ↘1761 | ↘1738 |
| 2021  |       |       |       |       |       |       |
| ↘1575 |       |       |       |       |       |       |

По данным Всероссийской переписи, в 2010 году в деревне проживало 1778 человек (1099 мужчин и 679 женщин).